# Akane
"Akane" Akane (朱音 あかね) é o décimo sétimo single da cantora japonesa Ayaka Hirahara. Tem como b-side a canção "Futatabi" Novamente (ふたたび). Suas vendas foram ruins, talvez o motivo foi o fato de ter sido lançado depois do álbum Path of Independence que contém a música do single, vendeu apenas 1,620 cópias em todo Japão. 

## Faixas
Faixas do single Akane:
| N.º | Título                                   | Letras                      | Música                      | Duração |  |
| 1.  | "Akane (朱音 あかね)"                    | Tanimura Shinzi / Rio Fujii | Tanimura Shinzi / Rio Fujii | 4:28    |  |
| 2.  | "Futatabi (ふたたび)"                    | Suzuki                      | Joe Hisaishi                | 3:04    |  |
| 3.  | "Akane (朱音 あかね) ~Vocal-less Track~" | -                           | Tanimura Shinzi / Rio Fujii | 4:27    |  |
| 4.  | "Futatabi (ふたたび) ~Vocal-Less Track~" | -                           | Joe Hisaishi                | 3:01    |  |